# Мечеть Джаме в Кешмі
Мечеть Джаме в Кешмі в Кешмі є одним із туристичних напрямків провінції Хормозган, що на півдні Ірану .   